# Ernst Sebastian von Manstein
Ernst Sebastian von Manstein (russisch Себастьян Эрнст фон Манштейн; * 1678; † 24. Juni 1747) war ein russischer Generalleutnant.

## Leben

### Herkunft
Ernst Sebastian war Angehöriger des altpreußischen Adelsgeschlechts von Manstein. Seine Eltern waren der preußische Kapitän, Amtshauptmann von Insterburg und Erbherr auf Kaukern Sebastian Ernst von Manstein und Sibylla von Tranckwitz.

### Werdegang
Manstein trat in russische Dienste, zog mit dem Heer in die Ukraine, wurde schließlich Kommandant von Narwa, avancierte bis zum Generalleutnant und war während des russisch-türkischen Krieges Stellvertretender Gouverneur von Estland sowie in Abwesenheit des Generalgouverneurs in den Jahren 1736 bis 1738 der Kommandant von Reval.
Von Fürst Alexander Menschikow hatte er 1727 für die Güter Lagedi  und Saage in Harrien gepachtet. Seine Witwe wurde dort noch bis 1757 als Pächterin genannt.

### Familie
Aus seiner mit Dorothea von Ditmar geschossenen Ehe sind zwei Kinder hervorgegangen:
- Christoph Hermann (1711–1757), preußischer Generalmajor ⚭ Christiane Juliane von Finck (1723–1767)
- Dorothea Elisabeth (1713–1796) ⚭ 1735 Gustav Adolf von Gersdorff (1700–1753)[4]